# Micha Shagrir

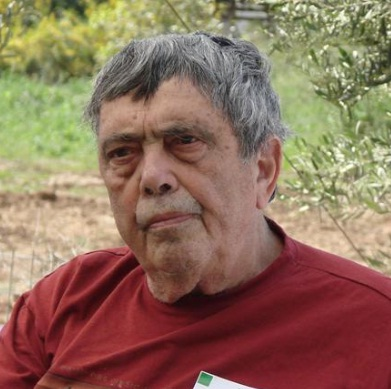

Micha Shagrir, hebräisch מיכה שגריר, geboren als Josef Michael Schwager (geboren 1. November 1937 in Linz; gestorben 4. Februar 2015 in Tel Aviv-Jaffa) war ein österreichisch-israelischer Filmemacher.

## Leben
Josef Michael Schwager flüchtete nach dem Anschluss Österreichs im August 1938 vor der nationalsozialistischen Rassenverfolgung mit seinen Eltern nach Palästina. Er lebte  bis 1942 in Heftziba, später in Tel-Aviv und Cholon. Er diente in den Israelischen Verteidigungsstreitkräften und dort in der Fallschirmjäger-Brigade und war von 1955 bis 1960 Mitglied des Kibbuz Harel. 
1958/1959 war er Nachrichtenreporter von Hal Ha-Mishmar und von 1960 bis 1964 des Radiosenders Kol Israel. Als eines der tragenden Mitglieder des Israelischen Fernsehens wurde er zum Studium zur BBC nach London geschickt. Ab der Mitte der 1960er-Jahre führte er Regie und produzierte Dutzende Filme, die ihn einem der führenden Filmproduzenten Israels machten. Von 1968 bis 1988 betrieb er mit Kastel Productions einen der größten Filmproduzenten Israels, wobei er sich hauptsächlich auf Dokumentarfilme konzentrierte. Gemeinsam mit Israels bedeutendsten Filmemachern produzierte er Hunderte von Dokumentarfilmen. Am 3. Oktober 1980 wurde seine Frau Aliza bei einem Terroranschlag in Paris ermordet.

## Werke
Shagrir kann auf ein umfangreiches filmisches Schaffen verweisen. Sein Film Bischofstraße 7 steht im Zusammenhang mit seinem Geburtsort in Linz und wurde 2006 beim Linzer Filmfestival Crossing Europe uraufgeführt.

## Auszeichnungen
- Großes Goldenes Ehrenzeichen der Stadt Linz für Verdienste um die Humanität (2008)
- Kulturmedaille des Landes Oberösterreich (2009)